# Marimakalahalli, Chintamani
Marimakalahalli là một làng thuộc tehsil Chintamani, huyện Chikkaballapur, bang Karnataka, Ấn Độ.